# Alexander Sotirios Kechris
Alexander Sotirios Kechris (em grego:  Αλέξανδρος Σωτήριος Κεχρής; Grécia, 1946) é um matemático estadunidense nascido na Grécia.
Especialista em teoria descritiva de conjuntos, é professor no Instituto de Tecnologia da Califórnia. Contribuiu significativamente com a teoria de relações equivalentes de Borel.
Kechris obteve o doutoramento em 1972 na Universidade da Califórnia em Los Angeles, orientado por Yiannis Moschovakis, com a tese Projective Ordinals and Countable Analytic Sets.
Seu número de Erdős é 2.